# Tabanus yucatanus
Tabanus yucatanus är en tvåvingeart som beskrevs av Townsend 1897. Tabanus yucatanus ingår i släktet Tabanus och familjen bromsar. Inga underarter finns listade i Catalogue of Life.